# ジャイル・ホドリゲス・ジュニオール
ジャイル（Jair）ことジャイル・ホドリゲス・ジュニオール（ポルトガル語: Jair Rodrigues Júnior、1994年8月26日 - ）は、ブラジルのサッカー選手。ポジションはMF。

## クラブ歴
リオグランデ・ド・スル州イビルバに生まれ、SCインテルナシオナルの下部組織からトップチームに昇格した。2012年9月14日のカンピオナート・ブラジレイロ・セリエAでベンチ入りを果たしたが出場はなかった。その後、2014年5月21日の試合でアレックスに代わって投入されて選手初出場を記録、同年8月14日のコパ・ド・ブラジルで初スターティングメンバーに選出された。しかし出場機会は僅かで、2017年にECヒオ・ヴェルジに期限付き移籍した。
その後2017年にボアECに完全移籍すると、ヴェラノポリスECRC、ECジュベントゥージ、スポルチ・レシフェと転々とした。
2019年1月3日に4年契約でアトレチコ・ミネイロに完全移籍、2021年にはプレミオ・クラッキ・ド・ブラジレイロン、ボーラ・ジ・プラッタ双方に選出される活躍を見せた。
2023年1月10日、CRヴァスコ・ダ・ガマに移籍した。